# Kurt Elimä
Kurt Sigvard Elimä (ur. 24 sierpnia 1939 w Korpilombolo, zm. 28 marca 2024) – szwedzki skoczek narciarski, dwukrotny uczestnik zimowych igrzysk olimpijskich, pięciokrotny mistrz Szwecji w skokach narciarskich.

## Przebieg kariery
W latach 1963–1966 startował w konkursach Turnieju Czterech Skoczni. W sezonie 1963/1964 wystąpił w dwóch pierwszych konkursach – w Oberstdorfie był 68., a w Garmisch-Partenkirchen uplasował się na szóstym miejscu. W kolejnej edycji TCS wystąpił tylko w pierwszym konkursie i zajął w nim 26. miejsce. Na przełomie 1965 i 1966 wziął udział we wszystkich konkursach 14. Turnieju Czterech Skoczni, najwyżej plasując się w Bischofshofen (4. miejsce).
W 1964 po raz pierwszy wystąpił na zimowych igrzyskach olimpijskich. W konkursach skoków zajął siódme miejsce na skoczni normalnej i 29. na skoczni dużej. W zawodach olimpijskich w Grenoble dwukrotnie był 37.
Pięciokrotnie zdobył tytuł mistrza Szwecji w skokach narciarskich. Miało to miejsce w latach 1963, 1964 i 1965 w barwach klubu Malmbergets AIF oraz w 1967 i 1969 jako reprezentant IFK Kiruna.

## Osiągnięcia

### Igrzyska olimpijskie
| Miejsce | Dzień       | Rok  | Miejscowość | Skocznia | Skok 1 | Skok 2 | Skok 3 | Nota  | Strata | Zwycięzca          |
| ------- | ----------- | ---- | ----------- | -------- | ------ | ------ | ------ | ----- | ------ | ------------------ |
| 7.      | 31 stycznia | 1964 | Innsbruck   | normalna | 76,0   | 75,0   | 75,0   | 208,9 | 21,0   | Veikko Kankkonen   |
| 29.     | 9 lutego    | 1964 | Innsbruck   | duża     | 89,5   | 81,5   | 74,0   | 195,3 | 35,4   | Toralf Engan       |
| 37.     | 11 lutego   | 1968 | Grenoble    | normalna | 71,0   | 69,5   | –      | 185,9 | 30,6   | Jiří Raška         |
| 37.     | 18 lutego   | 1968 | Grenoble    | duża     | 87,5   | 85,5   | –      | 174,0 | 57,3   | Władimir Biełousow |